# Gertrude Blanch
Gittel Kaimowitz, conocida como Gertrude Blanch (Kolno, 2 de febrero de 1897–San Diego, 1 de enero de 1996) fue una matemática estadounidense pionera en computación y análisis numérico. Dirigió el Proyecto de Tablas Matemáticas en Nueva York desde su inicio. Más tarde, trabajó como subdirectora y responsable de la división de informática de análisis numérico de la Universidad de California en Los Ángeles (UCLA), y fue jefa de investigación matemática para el Laboratorio de Búsqueda Aeroespacial en la Base de Fuerza Aérea Wright-Patterson en Dayton, Ohio.

## Infancia y educación
Blanch fue bautizada como Gittel Kaimowitz cuando nació en Kolno, una ciudad que pertenecía históricamente a Polonia pero que había sido separada para anexionarla al Imperio ruso en aquel tiempo. Sus padres eran Wolfe Kaimowitz y Dora Blanc, y ella era la más joven de sus siete hijos. El padre de Blanch emigró a los Estados Unidos, con la intención de que le siguieran después su mujer y sus hijos. En 1907, Dora con Gittel y otra de las hijas, se unió a Wolfe en Nueva York.
Blanch tenía unos 10 años cuando llegó a Estados Unidos y empezó a recibir educación pública en la ciudad de Nueva York. En 1914, se graduó en el Instituto del distrito oriental de Brooklyn. Más tarde en ese mismo año su padre murió, y ella decidió ponerse a trabajar para apoyar a su familia. Aguantó catorce años como empleada, ahorrando dinero para matricularse. En 1932, obtuvo su título en Matemáticas y Físicas por la Universidad de Nueva York, y ese mismo año cambió su apellido de Kaimowitz a Blanch, que era la versión adaptada del apellido de su madre. En 1935, consiguió su doctorado en geometría algebraica en la Universidad Cornell. Los resultados principales de las tesis presentada sobre geometría algebraica fueron publicados en julio de 1936 en la revista American Journal of Mathematics en un artículo de siete páginas.

## Carrera
Durante un tiempo, fue tutora en sustitución de un colega en la Hunter College. Después, en 1938 empezó a trabajar en el Proyecto de Tablas Matemáticas de la Works Progress Administration, donde era la "Directora de Matemáticas" y "Directora de Computación". Este trabajo implicaba el diseño de algoritmos que fueron ejecutados por equipos de calculadoras humanas bajo su dirección. Muchas de estas computadoras solo poseían habilidades matemáticas rudimentarias, pero los algoritmos y la comprobación de errores en el proyecto estuvo lo suficientemente bien diseñada como para que su resultado definiera la solución estándar de la función trascendental durante décadas. Más adelante, este proyecto se convirtió en el Laboratorio de Computación del Instituto Nacional de Estándares.
Con el cierre del WPA a finales de 1942, el proyecto se convirtió en una organización independiente. Durante la Segunda Guerra Mundial, funcionó como una importante oficina de informática para el gobierno de los Estados Unidos y realizó cálculos para la Oficina para la Investigación y el Desarrollo Científicos, el Ejército, la Marina, el Proyecto Manhattan y otras instituciones. Blanch dirigió el grupo durante la guerra.
Después de la guerra, la carrera de Blanch se vio obstaculizada por las sospechas del FBI de que era una comunista en secreto. Las evidencias eran escasas, e incluían, por ejemplo, el hecho de que  nunca hubiera estado casada o hubiera tenido hijos, así como que su hermana hubiera estado afiliada al Partido Comunista. En lo que debió ser una confrontación notable, Blanch reclamó y consiguió una audiencia para limpiar su nombre.
Posteriormente, trabajó para el Instituto de Análisis Numérico en la UCLA y en el Laboratorio de Investigación Aeroespacial en la Base de la Fuerza Aérea Wright-Patterson en Dayton, Ohio. Blanch fue uno de los primeros miembros de la Association for Computing Machinery.

## Publicaciones
Blanch publicó más de treinta trabajos académicos sobre aproximación funcional, análisis numérico y las funciones de Mathieu.
- The Gertrude Blanch Papers (1932-1996).[7]

Esta colección forma parte de los archivos de la Biblioteca Elmer L. Andersen de la Universidad de Minnesota.

## Honores y premios
En 1962, fue elegida como socia de la Asociación Estadounidense para el Avance de la Ciencia. En 1964, recibió el Federal Woman's Award, un reconocimiento a mujeres que dieron un servicio profesional ejemplar en el Gobierno de Estados Unidos.

## Últimos años
Blanch se retiró en 1967 a la edad de 69 años, pero continuó trabajando con un contrato de consultoría para las Fuerzas Aéreas durante un año más. Después, se mudó a San Diego y siguió con sus trabajos en soluciones numéricas de las funciones de Mathieu hasta su muerte en 1996, concentrándose en el uso de fracciones continuas para conseguir resultados muy precisos en un pequeño número de pasos computacionales. Este trabajo no ha sido publicado.
Los Gertrude Blanch Papers, 1932-1996 están almacenados en el Instituto Charles Babbage de la Universidad de Minnesota en Minneapolis.